# ليدزهين
ليدزهين هي مدينة من مدن أوكرانيا، يبلغ عدد سكانها 22778 نسمة وذلك حسب إحصائيات سنة 2015.

## معرض صور

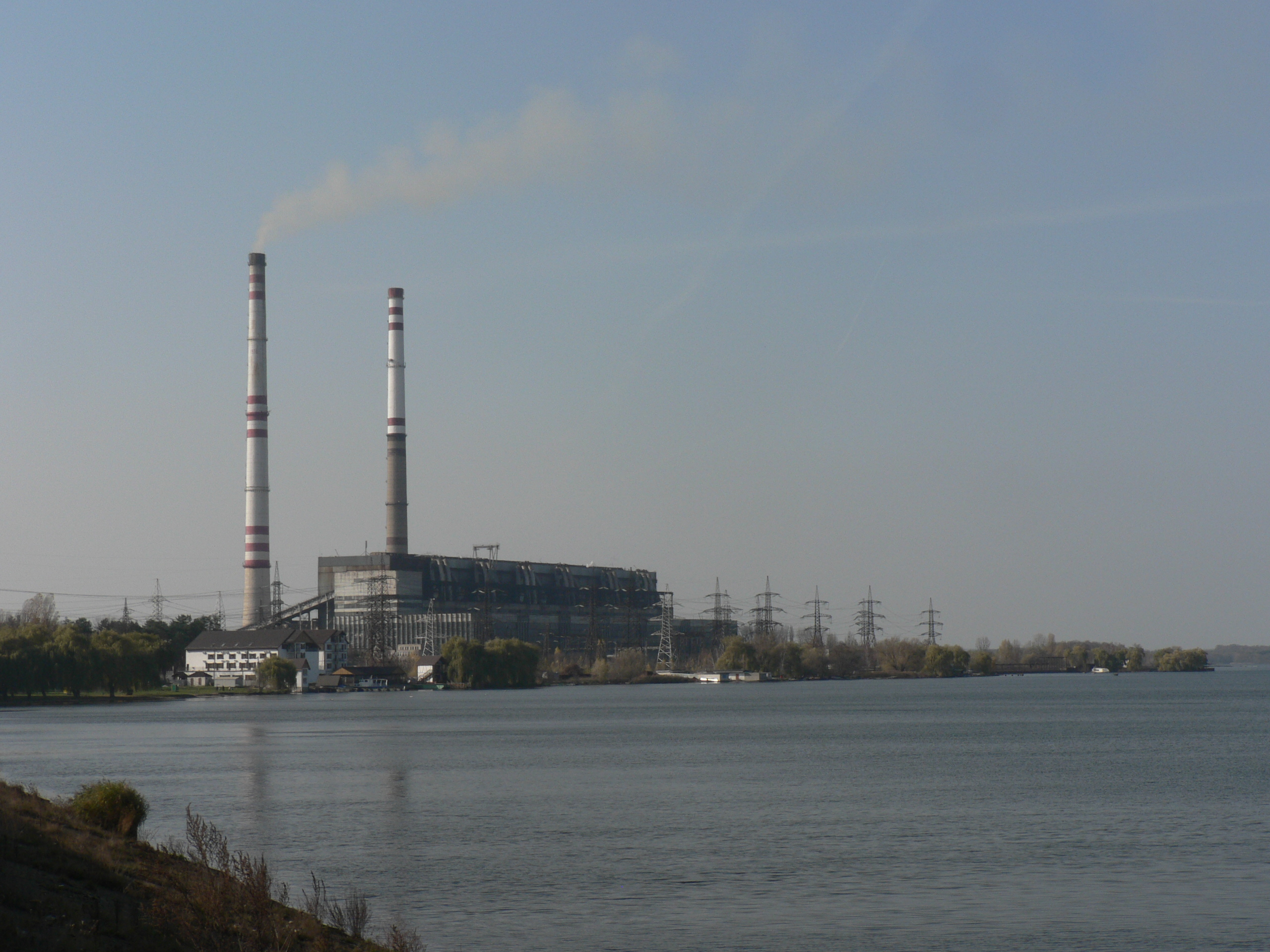
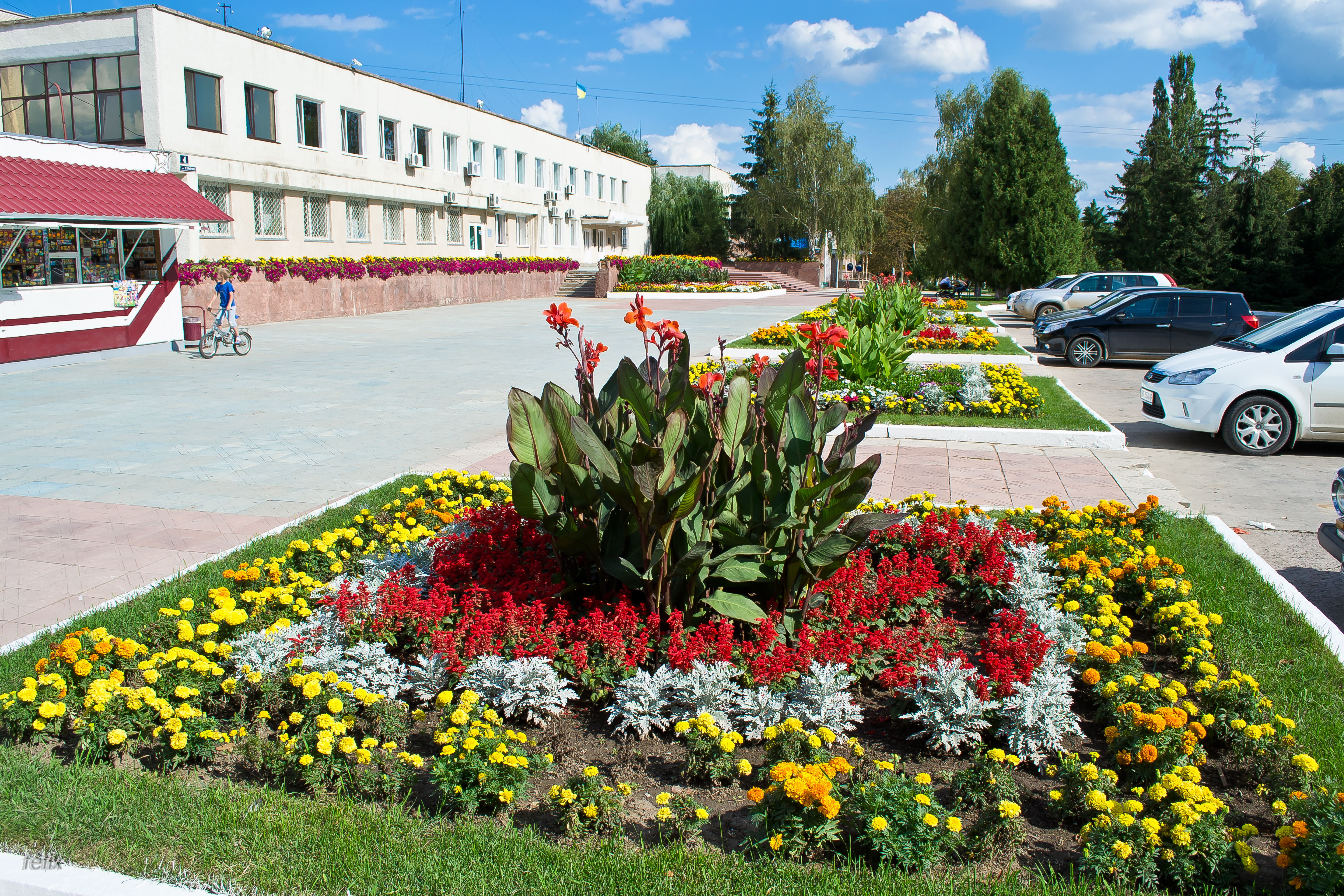
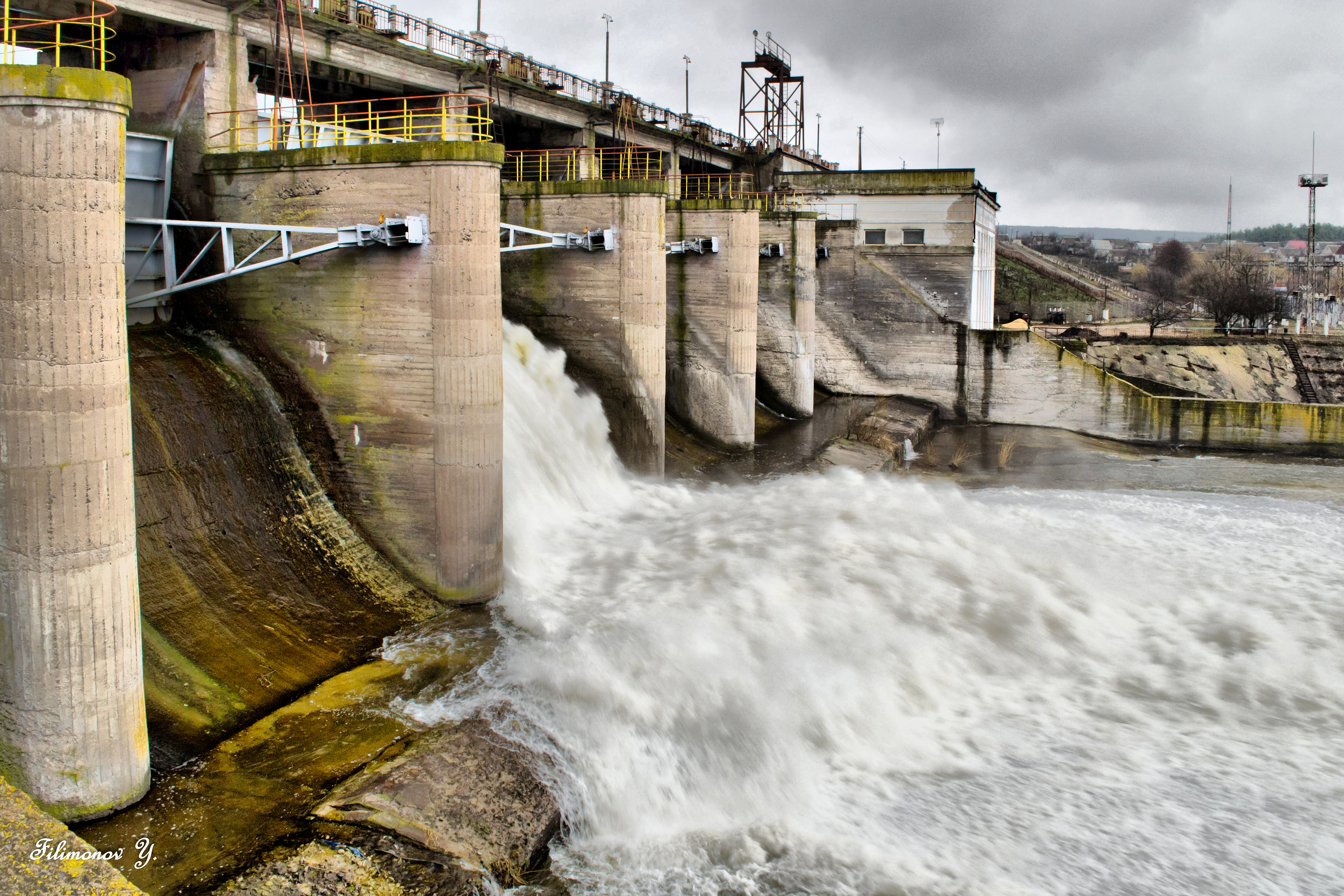
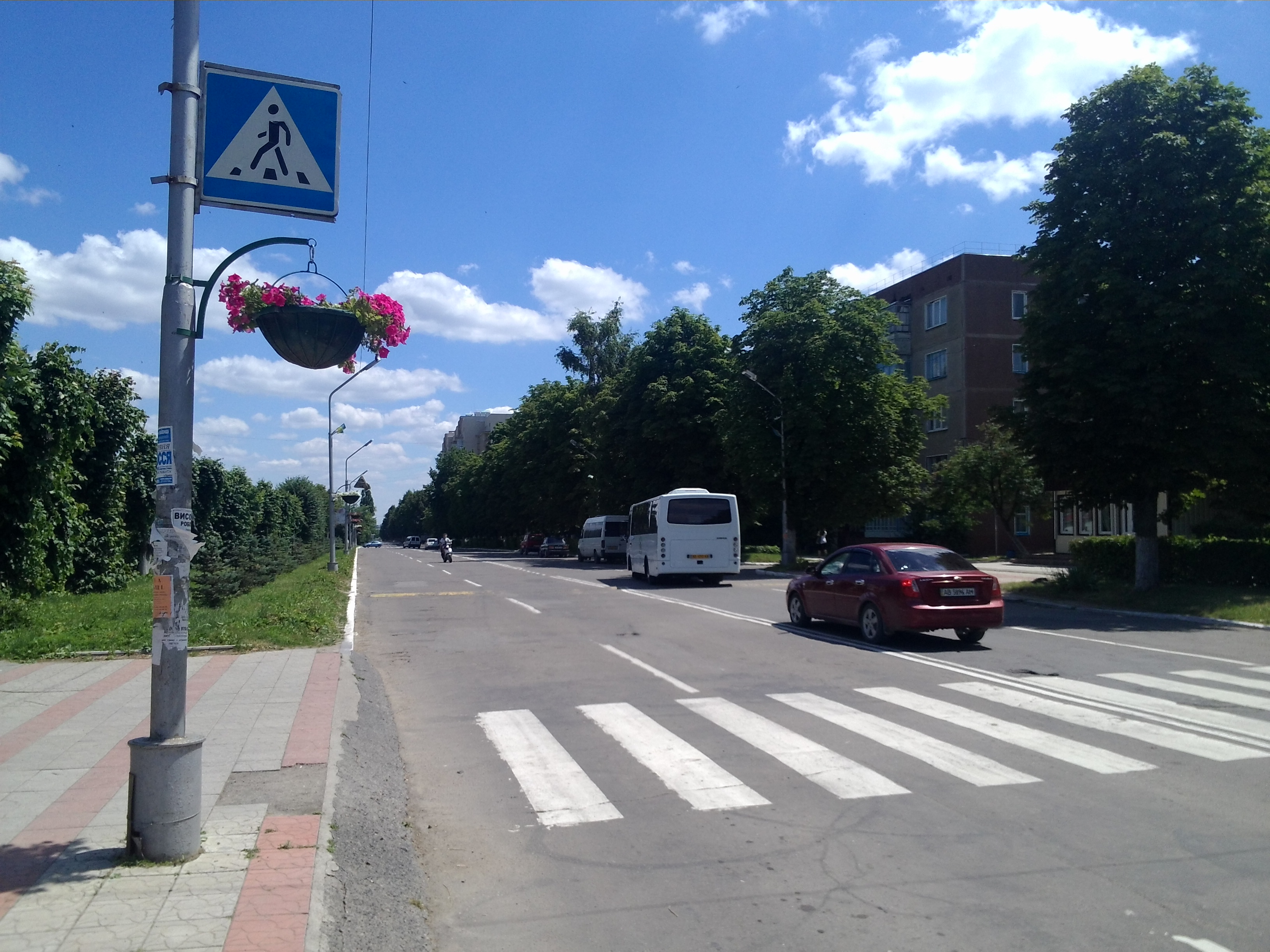